# Liste der Kulturdenkmale in Röderaue

Wappen von Röderaue

In der Liste der Kulturdenkmale in Röderaue sind die Kulturdenkmale der sächsischen Gemeinde Röderaue verzeichnet, die bis Januar 2022 vom Landesamt für Denkmalpflege Sachsen erfasst wurden (ohne archäologische Kulturdenkmale). Die Anmerkungen sind zu beachten.
Diese Aufzählung ist eine Teilmenge der Liste der Kulturdenkmale im Landkreis Meißen.

## Frauenhain
| Bild                                    | Bezeichnung                                                               | Lage                                                                           | Datierung                                                                                               | Beschreibung | ID       |
| --------------------------------------- | ------------------------------------------------------------------------- | ------------------------------------------------------------------------------ | --- | --- | -------- |
|                                         | Sächsisch-Preußischer Grenzstein: Pilar Nr. 173 sowie 11 Läufersteine     | (Flurstück 804) (Karte)                                                        | Nach 1828                                                                                               | Siehe auch Sachgesamtheit 09305644; vermessungsgeschichtlich und landesgeschichtlich von Bedeutung als Zeitdokument der historischen Grenzziehung zwischen Sachsen und Preußen nach dem Wiener Kongress 1815. Pyramidenstumpf aus Sandstein mit Plinthe direkt auf der Grenzlinie, gegenüberliegend eingemeißelt Nummer und Landeskürzel K.P.–K.S., dazwischen 11 Läufersteine in unregelmäßigen Abständen. | 08956851 |
|                                         | Sächsisch-Preußischer Grenzstein: Pilar Nr. 175 sowie sieben Läufersteine | (Flurstück 2139) (Karte)                                                       | Nach 1828                                                                                               | Siehe auch Sachgesamtheit 09305644; vermessungsgeschichtlich und landesgeschichtlich von Bedeutung als Zeitdokument der historischen Grenzziehung zwischen Sachsen und Preußen nach dem Wiener Kongress 1815. Pyramidenstumpf aus Sandstein mit Plinthe direkt auf der Grenzlinie, gegenüberliegend eingemeißelt Nummer 175 und Landeskürzel K.P.–K.S., dazwischen 7 Läufersteine in unregelmäßigen Abständen, Stein zeigt großflächige, nachträglich aufgebrachte Ritzungen (u. a. einen Stern) und ist am oberen Abschluss unförmig abgeschlagen. | 08956850 |
|                                         | Sächsisch-Preußischer Grenzstein: Pilar Nr. 176 sowie 14 Läufersteine     | (nahe Flurstück 2166, aber auf Gebiet des brandenburgischen Röderland) (Karte) | Nach 1828                                                                                               | Siehe auch Sachgesamtheit 09305644; vermessungsgeschichtlich und landesgeschichtlich von Bedeutung als Zeitdokument der historischen Grenzziehung zwischen Sachsen und Preußen nach dem Wiener Kongress 1815. Schlanke Sandsteinstele, ca. 1,50 m hoch, mit gegenüberliegend eingemeißelten Schriftfeldern für Nummer 176 und Länderkürzel KS/KP direkt auf der Grenzlinie, dazwischen 14 Läufersteine in unregelmäßigen Abständen. | 08956799 |
|                                         | Sächsisch-Preußischer Grenzstein: Pilar Nr. 177 sowie zwei Läufersteine   | (Flurstück 1683) (Karte)                                                       | Nach 1828                                                                                               | Siehe auch Sachgesamtheit 09305644; vermessungsgeschichtlich und landesgeschichtlich von Bedeutung als Zeitdokument der historischen Grenzziehung zwischen Sachsen und Preußen nach dem Wiener Kongress 1815. Schlanke, scharrierte Sandsteinstele, ca. 1,50 m hoch, mit gegenüberliegend eingemeißelten Schriftfeldern für Nummer 177 und Länderkürzel KS/KP direkt auf der Grenzlinie, dazwischen zwei Läufersteine in unregelmäßigen Abständen. | 08956844 |
| Weitere Bilder                          | Bahnwärterhaus                                                            | Am Bahnhof 5 (Karte)                                                           | Um 1900                                                                                                 | Zum nahe gelegenen Bahnhofsgelände zugehöriger Ziegelsteinbau der Gründerzeit, zeittypische Gestaltung, für einen derartigen Bau vergleichsweise anspruchsvoll, vor allem verkehrsgeschichtliche Bedeutung. Zweigeschossiger Backsteinbau mit Gurtgesims, risalitartiger Vorbau mit Rundbogenfries im Giebel, Fenstergröße original. | 08956524 |
| Weitere Bilder                          | Empfangsgebäude des Bahnhofs                                              | Am Bahnhof 7 (Karte)                                                           | Um 1900                                                                                                 | Gründerzeitlicher Putzbau an der Eisenbahnstrecke Berlin–Dresden, verkehrshistorische Bedeutung, ortsbildprägendes Gründerzeitgebäude. Zweigeschossiger Bau mit risalitartigem Vorsprung, im Erdgeschoss und Obergeschoss große Fenster mit Segmentbögen, Sandsteingewände. | 08956523 |
|                                         | Gedenkstein für den ermordeten Pfarrer zu Frauenhain                      | Bahnhofstraße (Karte)                                                          | Nach 1886                                                                                               | Ortshistorische Bedeutung. Grauer Granitkubus mit aufgesetztem Metallkreuz mit Inschrift „Errichtet zum Andenken an den Pfarrer zu Frauenhain Edward Oswald Rauft hier verstorben am 5. Aug. 1886 im Alter von 38 Jahren.“ | 08956512 |
| Weitere Bilder                          | Denkmal für die Gefallenen des Ersten Weltkrieges                         | Gröditzer Straße (Karte)                                                       | Nach 1918                                                                                               | Ortshistorische Bedeutung, Steinsoldat auf Steinsockel. - 1. Inschrift: „Unsern 1914–18 gefallenen Kriegern / Den Gefallenen zum Gedächtnis.“ - 2. Inschrift: „IM STILLEN GEDENKEN UNSEREN GEFALLENEN UND VERMISSTEN FRAUENHAINER BÜRGERN DES ZWEITEN WELTKRIEGES "HABT ACHT" “ | 08956518 |
| Direkt Bild zu diesem Denkmal hochladen | Transformatorenhäuschen                                                   | Gröditzer Straße 4 (neben) (Karte)                                             | Um 1915                                                                                                 | Zeugnis der Elektrifizierung des Ortes, technikgeschichtlich von Bedeutung. Massiver Putzbau auf quadratischem Grundriss, Krüppelwalmdach mit Schieferdeckung, turmartiger Aufbau schieferverkleidet, Zeltdach mit Schieferdeckung. | 08956627 |
| Direkt Bild zu diesem Denkmal hochladen | Reliefplatte an der ehemaligen Alten Schmiede                             | Gröditzer Straße 14a (Karte)                                                   | 18. Jahrhundert                                                                                         | Sandsteinrelief eines Pferdes und Schmiedewerkzeug als Relief an der Frontseite des Gebäudes, ortsgeschichtliche Bedeutung | 08956626 |
| Weitere Bilder                          | Kirche mit Ausstattung                                                    | Hauptstraße (Karte)                                                            | 1395 und 1579 Dendro (Kirche); Anfang 16. Jahrhundert (Altar und Kruzifix); bezeichnet mit 1728 (Taufe) | Zweischiffige mittelalterliche Kirche mit Dachreiter, wertvolle Ausstattung, ortshistorische, baugeschichtliche, künstlerische und ortsbildprägende Bedeutung. Im 15. Jahrhundert erstmals erwähnt. Um 1580 nördliches Seitenschiff und Westgiebel errichtet. Emporeneinbau im letzten Drittel des 17. Jahrhunderts, 1733 und 1748 Umgestaltung des Inneren und teilweise des Äußeren, 1903/04 durchgreifende Erneuerung durch den Architekten Fritz Reuter, Restaurierung 1976/77. Verputzter Bruchsteinbau mit dreiseitig geschlossenem Chor und Satteldach. Verschieferter Dachreiter mit schlanker Haube und Laterne. Vorbauten im Westen, Norden (Sakristei) und Süden (Zugang zur Patronatsloge). Flachgedecktes Mittel- und Seitenschiff, das in drei Arkaden auf Achteckpfeilern zum Schiff hin geöffnet ist. Emporen im nördlichen Seitenschiff, im Osten und Westen. Der Chor mit Spiegelgewölbe, Patronatslogen in der nördlichen und südlichen Chorwand. Spätgotischer Schnitzaltar, vermutlich aus Großenhainer Werkstatt, Anfang 16. Jahrhundert, in der Predella Darstellung der Geburt Christi, im Schrein Maria mit dem Kind zwischen Petrus und Paulus, in den Flügeln Johannes der Evangelist und Maria Magdalena, auf der Rückseite gemalte Darstellung der Verkündigung. An der Südwand leicht unterlebensgroßes qualitätvolles, farbig gefasstes Kruzifix, Anfang 16. Jahrhundert. Taufe mit achtseitiger Kuppa, Sandstein und Porphyr, einfach profiliert, datiert 1728. Orgel von Richard Kreutzbach (1839–1903), 1887. Figürliche Grabsteine des 17. und 18. Jahrhundert, besonders hervorzuheben: ganzfiguriger Grabstein des Hans Haubold von Milkau (gest. 1619), Sandstein, Grabstein des Dam Siegmund Pflugk (gest. 1705) mit Darstellung des Todes als geflügelter Greis, darüber Engel mit Tuch, darauf vertieftes Oval (enthielt vermutlich das Bildnis des Verstorbenen). Quelle: Dehio Sachsen 1996, S. 341. | 08956513 |
| Direkt Bild zu diesem Denkmal hochladen | Seitengebäude (Wohnstallhaus) eines Vierseithofes                         | Hauptstraße 15a (Karte)                                                        | Vermutlich bezeichnet mit 1853                                                                          | Obergeschoss zur Hofseite Fachwerk, seltene Kumthalle mit balusterartigen Pfeilern, Zwillingsfenster im massiven Giebel, weitgehend original erhaltenes Gebäude, singulär im Ortsbild, baugeschichtlich und wirtschaftsgeschichtlich von Bedeutung, bildet Vierseithof mit Nummer 15. Erdgeschoss massiv, im Erdgeschoss zweibogige Kumthalle mit ausgebogten Säulen auf der Hofseite, die Seltenheitswert besitzen, Sandsteingewände. Giebel: Zwillingsfenster mit Rundbögen, Sandsteingewände, zum Teil originale Fenster, Straßenseite etwas verändert. | 08956517 |
| Direkt Bild zu diesem Denkmal hochladen | Wohnstallhaus eines ehemaligen Dreiseithofes                              | Hauptstraße 40 (Karte)                                                         | 19. Jahrhundert                                                                                         | Bauernhaus mit seltener Fachwerk-Konstruktion, im Ortsbild selten anzutreffen, ortsbildprägend und baugeschichtlich von Bedeutung. Erdgeschoss massiv, Obergeschoss Fachwerk, am Giebel seltene Fachwerk-Verstrebungen, Krüppelwalmdach, weitgehend original erhalten. | 08956516 |
| Direkt Bild zu diesem Denkmal hochladen | Pfarrhaus                                                                 | Hauptstraße 58 (Karte)                                                         | 1883 | Putzfassade von klassizistischer Wirkung, ortsgeschichtliche und kirchengeschichtliche Bedeutung. Zweigeschossiger Putzbau auf Natursteinsockel, Erdgeschoss Putznutung, Obergeschoss Fensterverdachung mit Blendspiegel unter den Sohlbänken, Sandsteingewände, originale Eingangstür, flaches Walmdach. | 08956515 |
| Direkt Bild zu diesem Denkmal hochladen | Altes Diakonat und Nebengebäude                                           | Hauptstraße 60 (Karte)                                                         | Anfang 19. Jahrhundert (Nebengebäude); 1888 (Diakonat)                                                  | Putzbau von klassizistischer Wirkung, im Ensemble mit Pfarrhaus und Kirche, ortshistorische Bedeutung. - Diakonat: zweigeschossig, Wandöffnungsverhältnis intakt, Sandsteingewände, im Obergeschoss Fenster mit Verdachung, originale Haustür, Walmdach - Nebengebäude: Bruchsteinmauerwerk, Giebel Fachwerk mit Lehmausfachung | 08956514 |
| Direkt Bild zu diesem Denkmal hochladen | Seitengebäude (Wohnstallhaus) eines Dreiseithofes                         | Hauptstraße 72a (Karte)                                                        | 2. Hälfte 19. Jahrhundert                                                                               | Eingeschossiger Massivbau der Gründerzeit mit ungewöhnlicher Giebelgestaltung, weitgehend original erhaltenes Gebäude in straßenbildprägender Lage, baugeschichtlich von Bedeutung, bildet Dreiseithof mit Nummer 72. Eingeschossiger Putzbau mit Drempel, Sandsteingewände, originale Fenster und Haustür, Winterfenster, im Giebel Schmuckgliederung aus Ziegeln, im Obergeschoss Segmentbogenfenster mit Diamantquaderung. | 08956519 |
|                                         | Sächsisch-Preußischer Grenzstein: Pilar Nr. 174 sowie 21 Läufersteine     | Tonweg (Flurstück 2153) (Karte)                                                | Nach 1828                                                                                               | Siehe auch Sachgesamtheit 09305644; vermessungsgeschichtlich und landesgeschichtlich von Bedeutung als Zeitdokument der historischen Grenzziehung zwischen Sachsen und Preußen nach dem Wiener Kongress 1815. Pyramidenstumpf aus Sandstein mit Plinthe direkt auf der Grenzlinie, gegenüberliegend eingemeißelt Nummer 174 und Landeskürzel K.P.–K.S., dazwischen 21 Läufersteine in unregelmäßigen Abständen, Stein an einer Kante durch Ausbrüche in seiner Form verunklärt. | 09304881 |

## Koselitz
| Bild                                    | Bezeichnung | Lage                                 | Datierung                                                                        | Beschreibung | ID       |
| --------------------------------------- | --- | ------------------------------------ | -------------------------------------------------------------------------------- | --- | -------- |
| Direkt Bild zu diesem Denkmal hochladen | Sachgesamtheitsbestandteil Grödel-Elsterwerdaer Floßkanal: Verlauf innerhalb der Gemeinde Röderaue, Ortsteil Koselitz, Floßkanal (siehe Sachgesamtheit 08957205, Nünchritz) | (Flurstück 422) (Karte)              | 1742–1748                                                                        | Technik- und ortsgeschichtliche Bedeutung als Transportweg von Bau- und Brennholz nach Dresden. Liegt laut Geoportal des Landkreises Meißen auf Wülknitzer Flur (Flurstück 477) und ist deshalb wahrscheinlich falsch zugeordnet. | 09304004 |
| Weitere Bilder                          | Zwei Stallgebäude (ohne Anbauten) und Teil der Scheune des ehemaligen Rittergutes sowie Portal des ehemaligen Herrenhauses                                                  | Am Rittergut 3 (Karte)               | 2. Hälfte 19. Jahrhundert                                                        | Verputzte Massivbauten der Gründerzeit, hübsches klassizistisches Portal des ehemaligen Herrenhauses, ortsgeschichtlich und wirtschaftsgeschichtlich von Bedeutung. - Ställe: eingeschossige massive Putzbauten, zum Teil Bruchsteinmauerwerk, zum Teil Sandsteingewände, stark profiliertes Gurtgesims, im Innern Gewölbekappen, weit auskragendes Satteldach, Drempel, Fensteröffnungen mit originalen Sandsteingewänden, trotz Veränderungen Denkmalwert - Scheune: massiver Putzbau mit Dreiecksgiebel-Aufsatz mit Okulus und Fensteröffnung, Satteldach, doppelte Biberschwanzdeckung | 08956508 |
| Direkt Bild zu diesem Denkmal hochladen | Taufstein | Am Rittergut 14 (neben) (Karte)      | 12. Jahrhundert                                                                  | Romanischer Taufstein, Herkunft unklar, kirchengeschichtliche Bedeutung. Massives Natursteinbecken auf Sockel, halbkreisförmige Verzierung am oberen Beckenrand in regelmäßigen Abständen, heute im Vorgarten der Nummer 14 als Blumenkübel. | 08956628 |
| Direkt Bild zu diesem Denkmal hochladen | Feldscheune | Dorfstraße (Karte)                   | Bezeichnet mit 1837                                                              | Landschaftsprägender verputzter Massivbau mit hohem Krüppelwalmdach, zur Teichwirtschaft zugehörig, wirtschaftsgeschichtlich von Bedeutung. Eingeschossig, breitgelagert, Sandsteingewände, an der Breitseite bezeichnet mit „18 A.S.37“, an einer Giebelseite Schiebetor, andere Giebelseite runde Lüftungsöffnungen. | 08956506 |
| Direkt Bild zu diesem Denkmal hochladen | Denkmal für die Gefallenen des Ersten Weltkrieges | Dorfstraße 20 (neben) (Karte)        | Nach 1918                                                                        | Ortshistorische Bedeutung. Natursteinsockel mit Granitplatte, Inschrift „Zum ehrenden Gedenken an die 1939–1945 gefallenen Helden des 2. Weltkrieges“, obeliskartiger Aufsatz mit Eisernem Kreuz, Inschrift „Unseren Helden 1914–1918“. | 08956526 |
| Direkt Bild zu diesem Denkmal hochladen | Mühle (mit technischer Ausstattung) | Dorfstraße 26 (Karte)                | Anfang 19. Jahrhundert                                                           | Schlichter Putzbau, von ortshistorischer und technikgeschichtlicher Bedeutung. Kornmühle, zweigeschossiger Putzbau, Gurtgesims, Sandstein-Fenstergewände, Erdgeschoss leicht verändert, im Obergeschoss über der Tür Doppelfenster mit profiliertem Sandsteingewände, Walmdach mit Aufbau für Apparatur, zehn zu acht Achsen, liegendes Turbinenrad erhalten. | 08956527 |
| Weitere Bilder                          | Kirche mit Ausstattung und Kirchhof mit Einfriedung | Kirchgasse (Karte)                   | 2. Hälfte 17. Jahrhundert (Kirche); 1800 (Gemälde und Taufe); nach 1854 (Kanzel) | Schlichte Saalkirche des 19. Jahrhunderts, mit Westturm, ortshistorische Bedeutung. Evangelische Pfarrkirche. Älterer Bau vermutlich im Dreißigjährigen Krieg abgebrannt, Neubau 2. Hälfte 17. Jahrhundert. 1854 erneuter Brand, 1892 Innenerneuerung, Restaurierung 1980er Jahre. Verputzter Bruchsteinbau mit dreiseitig geschlossenem Chor und Satteldach. Quadratischer Westturm mit oktogonalem Obergeschoss, verschiefertes Turmdach, Sakristeianbau im Süden. Im Inneren flachgedeckt, Triumphbogen zwischen Chor und Schiff. Eingeschossige Emporen an drei Seiten. Das großformatige Altargemälde mit Darstellung der drei Marien am Grab, von Johann Carl Rößler (1775–1845), bezeichnet Roesler Roma 1800, gilt als Hauptwerk des Malers. In die Chorwand nach 1854 eingebaute Kanzel (Zugang innerhalb der Wand). Hölzerne Taufe um 1800 (Quelle: Dehio Sachsen I, 1996). | 08956509 |
| Direkt Bild zu diesem Denkmal hochladen | Ehemaliges Pfarrhaus | Kirchgasse 4 (Karte)                 | Um 1800                                                                          | Im Zusammenhang mit der Kirche von ortshistorischer Bedeutung. Zweigeschossiger verputzter Bau, zum Teil originale Fenster, Wandöffnungsverhältnis zur Straßenseite verändert, Sandsteingewände, Walmdach mit doppelter Biberschwanzdeckung. | 08956510 |
| Direkt Bild zu diesem Denkmal hochladen | Wohnstallhaus und Scheune eines Zweiseithofes | Kirchgasse 5 (Karte)                 | Um 1800                                                                          | Wohnstallhaus Obergeschoss Fachwerk, Teil der alten Ortsstruktur, Fachwerk-Konstruktion selten im Ortsbild, ortsentwicklungsgeschichtlich, baugeschichtlich und wirtschaftsgeschichtlich von Bedeutung. Erdgeschoss massiv, Tür im Obergeschoss, im Giebel Rundbogen-Zwillingsfenster, Fenster zum Teil original, Giebel mit Schiefer verkleidet. | 08956511 |
| Weitere Bilder                          | Sowjetisches Ehrenmal | Wülknitzer Straße 41 (neben) (Karte) | 1946                                                                             | Obelisk als gestalterischer Mittelpunkt, Gedenkstätte und Begräbnisort vor allem für sowjetische und italienische Kriegstote des Zweiten Weltkrieges, geschichtlich von Bedeutung. Steinsockel, darauf Steinpostament mit Steinobelisk, in Frontansicht Ehrenkranz mit Stern, Hammer und Sichel, Stein rötlich lasiert, rote Granittafel, mit goldenen Buchstaben russischer Text, im Ehrenhain zwei Grabmale für italienische Gefallene, Einfriedung aus Beton und Geländer, Buchsbaumhecken. In einem Gemeinschaftsgrab ruhen 180 Kriegsgefangene verschiedener Nationalität, aber besonders viele Sowjetbürger. Sie wurden hier am 17. April 1945 durch Angehörige der Wehrmacht erschossen, als sich die Truppen der Roten Armee näherten. Denkmal auf dem Gemeinschaftsgrab: auf einer Plattform quadratischer Sockel, an der Vorderseite Tafel mit ehrendem Text. Darüber pyramidenförmiger Aufbau, gekrönt Sowjetstern. An der Vorderseite des Aufbaus Sowjetstern, darunter stilisierter Lorbeerkranz. Material Beton, verputzt, Höhe ca. 700 cm. | 08956507 |

## Pulsen
| Bild                                    | Bezeichnung | Lage                               | Datierung | Beschreibung | ID       |
| --------------------------------------- | --- | ---------------------------------- | --------- | --- | -------- |
| Direkt Bild zu diesem Denkmal hochladen | Sachgesamtheitsbestandteil Grödel-Elsterwerdaer Floßkanal: Verlauf innerhalb der Gemeinde Röderaue, Ortsteil Pulsen, Floßkanal (siehe Sachgesamtheit 08957205, Nünchritz) | (Flurstück 569) (Karte)            | 1742–1748 | Technik- und ortsgeschichtliche Bedeutung als Transportweg von Bau- und Brennholz nach Dresden | 09303465 |
| Direkt Bild zu diesem Denkmal hochladen | Denkmal für die Gefallenen des Ersten Weltkrieges | Tiefenauer Straße 12 (vor) (Karte) | Nach 1918 | Ortshistorische Bedeutung, vierstufiger heller Granitsockel, behauen, darauf Obelisk aus grauem polierten Granit mit Inschriften. - 1. Inschrift: „Unseren Helden zur Ehre gewidmet (1914–1918)“ - 2. Inschrift: „Im Gedenken an die Bürger der Gemeinde Pulsen, die Opfer des 2. Weltkrieges und der Nachkriegszeit wurden“. Außerdem Sowjetischer Ehrenfriedhof, Hoisches Flurstück, Nähe Eisenbahnstrecke Riesa–Gröditz. Hier ruhen in einem Gemeinschaftsgrab 44 Kriegsgefangene, die in einem Rüstungsbetrieb des Flick-Konzerns arbeiten mussten. Denkmal: auf einer Plattform zweifach gestufter Sockel, an der Vorderseite des oberen Teils Tafel mit ehrendem Text. Darüber oben abgestumpfter Obelisk, an der Vorderseite Sowjetstern. Material Kunststein, Höhe insgesamt ca. 450 cm, errichtet: 1.: 1945; 2.: 1955. | 08956528 |

## Raden
| Bild                                    | Bezeichnung                                                                                  | Lage                                 | Datierung                                                                  | Beschreibung | ID       |
| --------------------------------------- | -------------------------------------------------------------------------------------------- | ------------------------------------ | -------------------------------------------------------------------------- | --- | -------- |
|                                         | Sächsisch-Preußischer Grenzstein: Pilar Nr. 172 sowie zwölf Läufersteine                     | (Flurstück 684) (Karte)              | Nach 1828                                                                  | Siehe auch Sachgesamtheit 09305644; vermessungsgeschichtlich und landesgeschichtlich von Bedeutung als Zeitdokument der historischen Grenzziehung zwischen Sachsen und Preußen nach dem Wiener Kongress 1815. Schlanke Sandsteinstele, ca. 1,50 m hoch, mit allseitig eingemeißelten Schriftfeldern für Nummer 172 und Länderkürzel KS/KP direkt auf der Grenzlinie, zugehörig zwölf Läufersteine in unregelmäßigen Abständen auf der Grenzlinie. | 08956842 |
| Direkt Bild zu diesem Denkmal hochladen | Gasthof                                                                                      | Großenhainer Straße 11 (Karte)       | Bezeichnet mit 1886                                                        | Gründerzeitgebäude, weitgehend im ursprünglichen Aussehen erhaltener Gasthof, schöne Supraporte über dem Eingang, ortsgeschichtliche und baugeschichtliche Bedeutung. Zweigeschossiger massiver Putzbau, weitgehend intaktes Wand-Öffnungs-Verhältnis, Sandsteingewände profiliert, keine ursprüngliche Sprossung, mit angrenzendem Tanzsaal (typische Rundbogenfenster), flaches Satteldach, profiliertes Traufgesims, Supraporte über dem Eingang bezeichnet mit „W. Hönicke 1886♫“. | 08955263 |
| Direkt Bild zu diesem Denkmal hochladen | Denkmal für Gefallene des Ersten und Zweiten Weltkrieges                                     | Großenhainer Straße 19 (vor) (Karte) | Nach 1918                                                                  | Ortshistorische Bedeutung, grauer Granitsockel, darauf grob bearbeiteter Granitaufbau, nach oben abgerundet, im Halbrund Eisernes Kreuz aus Stein, Inschrift „Zum Gedenken unserer Gefallenen/ der Weltkriege/ 1914–1918/ 1939–1945.“ | 08956629 |
| Weitere Bilder                          | Mühlengebäude (mit technischer Ausstattung) und gegenüber liegendes Wohnhaus (Radener Mühle) | Mühlweg 2, 4 (Karte)                 | Bezeichnet mit 1886 (Mühle); um 1930 (Mischmaschinen); 1956 (Walzenstühle) | Produzierende Getreidemühle, Wohnhaus mit historisierender Putzfassade, ortshistorische und technikgeschichtliche Bedeutung. - Mühlengebäude (Mühlweg 2): Übliche Aufteilung einer Getreide- oder Mahlmühle mit mehreren Böden, allerdings nur über drei Etagen: Erdgeschoss, Walzenstuhlboden und Plansichter sowie Rohrboden in einem, zweigeschossiger Putzbau, überformt, Mansardgiebeldach - Denkmalpflegerisch relevante Technik: Wasserrad, Getriebe und Haupttransmission sowie zwei Mischmaschinen der Firma Seck Dresden (1930er oder 1940er Jahre) im Erdgeschoss-Bereich, sieben Walzenstühle der Firma NAGEMA von 1956 (MIAG-Modelle) auf dem Walzenstuhlboden und Elevatoren - Wohnhaus (Mühlweg 4): zweigeschossiger Putzbau mit Ecknutung, Gurtgesims, Sandsteingewände, Fenster im Obergeschoss mit Verdachung, an Frontseite Giebelaufbau, reiche Fassadengliederung, Satteldach Denkmalpflegerisch nicht von Belang, aber für die Anschaulichkeit des Mahlvorganges bzw. der einzelnen Produktionsschritte wichtig die Plansichter von 1989 (Modell 1960er Jahre) und die Vorreinigung um 1970 auf dem Plansichter- und Rohrboden sowie die pneumatische Passagenförderung. | 08956520 |

### Ehemaliges Denkmal (Raden)
| Bild                                    | Bezeichnung                                  | Lage                     | Datierung                 | Beschreibung | ID       |
| --------------------------------------- | -------------------------------------------- | ------------------------ | ------------------------- | --- | -------- |
| Direkt Bild zu diesem Denkmal hochladen | Wohnstallhaus eines ehemaligen Dreiseithofes | Brunnenstraße 12 (Karte) | 1. Hälfte 19. Jahrhundert | Obergeschoss Fachwerk (Leiterfachwerk), selten im Ortsbild, weitgehend original erhalten, von baugeschichtlichem und wissenschaftlich-dokumentarischem Wert, bildet Dreiseithof mit Nummer 10. Erdgeschoss verputztes Bruchsteinmauerwerk, originale Fenster und Fenstergrößen, im Erdgeschoss Sandsteingewände, Krüppelwalmdach mit Fledermausgaupen, doppelte Biberschwanzdeckung, Giebel verbrettert. Zwischen 2009 und 2016 abgerissen. | 08956521 |

## Tabellenlegende
- Bild: Bild des Kulturdenkmals, ggf. zusätzlich mit einem Link zu weiteren Fotos des Kulturdenkmals im Medienarchiv Wikimedia Commons. Wenn man auf das Kamerasymbol klickt, können Fotos zu Kulturdenkmalen aus dieser Liste hochgeladen werden:
- Bezeichnung: Denkmalgeschützte Objekte und ggf. Bauwerksname des Kulturdenkmals
- Lage: Straßenname und Hausnummer oder Flurstücknummer des Kulturdenkmals. Die Grundsortierung der Liste erfolgt nach dieser Adresse. Der Link (Karte) führt zu verschiedenen Kartendiensten mit der Position des Kulturdenkmals. Fehlt dieser Link, wurden die Koordinaten noch nicht eingetragen. Sind diese bekannt, können sie über ein Tool mit einer Kartenansicht einfach nachgetragen werden. In dieser Kartenansicht sind Kulturdenkmale ohne Koordinaten mit einem roten bzw. orangen Marker dargestellt und können durch Verschieben auf die richtige Position in der Karte mit Koordinaten versehen werden. Kulturdenkmale ohne Bild sind an einem blauen bzw. roten Marker erkennbar.
- Datierung: Baubeginn, Fertigstellung, Datum der Erstnennung oder grobe zeitliche Einordnung entsprechend des Eintrags in der sächsischen Denkmaldatenbank
- Beschreibung: Kurzcharakteristik des Kulturdenkmals entsprechend des Eintrags in der sächsischen Denkmaldatenbank, ggf. ergänzt durch die dort nur selten veröffentlichten Erfassungstexte oder zusätzliche Informationen
- ID: Vom Landesamt für Denkmalpflege Sachsen vergebene, das Kulturdenkmal eindeutig identifizierende Objekt-Nummer. Der Link führt zum PDF-Denkmaldokument des Landesamtes für Denkmalpflege Sachsen. Bei ehemaligen Kulturdenkmalen können die Objektnummern unbekannt sein und deshalb fehlen bzw. die Links von aus der Datenbank entfernten Objektnummern ins Leere führen. Ein ggf. vorhandenes Icon  führt zu den Angaben des Kulturdenkmals bei Wikidata.